# Akysis galeatus
Akysis galeatus — вид риб з роду Akysis родини Akysidae ряду сомоподібні. Видова назва походить від латинського слова galeatus, тобто «пошоломлений» або «з шоломом».

## Опис
Загальна довжина сягає 2,8 см. Голова помірно широка, з невеличкою виїмкою та наростами на кшталт гребеня. Морда сильно сплощена. Очі невеличкі. Діаметр ніздрів дорівнює відстані між ніздрю та основою вуса. Є 4 пари коротеньких вусів. Щелепи майже рівні, верхня трохи довша. Тулуб досить довгий. Скелет складається з 30-33 хребців. У спинному плавці є 1 колючий і 5 м'яких променів, в анальному — 8-10 м'яких променів. Грудні плавці витягнуті. На задньому краю грудного шипа є 1-3 невеликих наростів. У самців коротше черевні плавники і опуклий статевий сосочок. Жировий плавець маленький, округлий. Хвостовий плавець витягнутий широкий на кінці, з виїмкою.
Загальний фон світло-коричневий, голова трохи темніше. На щоках — дрібні плями. На рівні спинного плавника присутня темно-коричнева пляма, яка охоплює велику частину спинного плавця. Така сама пляма є в області жирового плавця. Плями з'єднуються смугою. Ще одна пляма — трикутної форми — знаходиться біля основи хвостового плавника.

## Спосіб життя
Є демерсальною рибою. Зустрічається в середніх річках, де ширина до 40 м, з швидкою течією і піщано-кам'янистим дном. Вдень заривається до піску або ховається під камінням. Веде сутінковий спосіб життя. Живиться дрібними донними безхребетними.
Нерест — груповий (1 самиця і декілька самців). Ікру розкидають над ґрунтом. Мальки з'являються через 10 діб і ще через два тижні у них утворюється доросле забарвлення (до цього вони однотонні коричневі).

## Розповсюдження
Мешкає у басейні річки Секампун (центральна частина Суматри, Індонезія).